# اس/۲۰۰۴ اس ۱۳
اس/۲۰۰۴ اس ۱۳ (به انگلیسی: S/2004 S 13) یکی از قمرهای سیاره زحل از گروه نورس می‌باشد که در تاریخ ۴ مه ۲۰۰۵ توسط اسکات اس. شپرد، دیوید سی.جویت، جن کلینه و برایان جی.مارسدن کشف شد.

اس/۲۰۰۴ اس ۱۳ با قطر ۶ کیلومتر و در مداری به اندازه ۱۸٬۰۵۶ طول در ۹۰۵٫۸۴۸ روز با انحراف مداری ۱۶۷ درجه به سمت دائرةالبروج با حرکت مخالف‌گرد در حرکت است. این ماه از زمان کشفش در سال ۲۰۰۴ دیده نشده‌است و در حال حاضر گمشده تلقی می‌شود.